# Comuna Cernești, Maramureș
Cernești (în maghiară: Csernefalva, în germană: Zerndorf) este o comună în județul Maramureș, Transilvania, România, formată din satele Brebeni, Cernești (reședința), Ciocotiș, Fânațe, Izvoarele, Măgureni și Trestia.

## Demografie
Componența etnică a comunei Cernești
     Români (84,49%)
     Romi (6,16%)
     Alte etnii (9,35%)
Componența confesională a comunei Cernești
     Ortodocși (75,17%)
     Penticostali (12,11%)
     Martori ai lui Iehova (1,24%)
     Fără religie (1,15%)
     Alte religii (0,8%)
     Necunoscută (9,54%)
Conform recensământului efectuat în 2021, populația comunei Cernești se ridică la 3.230 de locuitori, în scădere față de recensământul anterior din 2011, când fuseseră înregistrați 3.741 de locuitori. Majoritatea locuitorilor sunt români (84,49%), cu o minoritate de romi (6,16%). Din punct de vedere confesional, majoritatea locuitorilor sunt ortodocși (75,17%), cu minorități de penticostali (12,11%), martori ai lui Iehova (1,24%) și fără religie (1,15%), iar pentru 9,54% nu se cunoaște apartenența confesională.

## Politică și administrație
Comuna Cernești este administrată de un primar și un consiliu local compus din 13 consilieri. Primarul, Mircea-Aurel Deac[*], de la Uniunea Salvați România, este în funcție din octombrie 2020. Începând cu alegerile locale din 2024, consiliul local are următoarea componență pe partide politice:
|  | Partid                              | Consilieri | Componența Consiliului | Componența Consiliului | Componența Consiliului | Componența Consiliului | Componența Consiliului | Componența Consiliului |
|  | ----------------------------------- | ---------- | ---------------------- | ---------------------- | ---------------------- | ---------------------- | ---------------------- | ---------------------- |
|  | Uniunea Salvați România             | 6          |                        |                        |                        |                        |                        |                        |
|  | Partidul Social Democrat            | 3          |                        |                        |                        |                        |                        |                        |
|  | Alianța pentru Unirea Românilor     | 1          |                        |                        |                        |                        |                        |                        |
|  | Partidul Național Liberal           | 1          |                        |                        |                        |                        |                        |                        |
|  | Partidul Național Conservator Român | 1          |                        |                        |                        |                        |                        |                        |
|  | Partidul Mișcarea Populară          | 1          |                        |                        |                        |                        |                        |                        |

## Atracții turistice
- Biserica de lemn Sfântul Ioan Evanghelistul din Izvoarele
- Biserica de lemn Cuvioasa Paraschiva din Izvoarele
- Biserica Sfinții Arhangheli din Trestia, Maramureș
- Biserica „Sf. Arhangheli Mihail și Gavril” din Fânațe
- Ape minerale sulfuroase, satul Brebeni
- Calcedomia albastră (piatră semiprețioasă), satul Trestia
- Valea Babei
- Valeaa râului Bloaja
- Muzeul artiștilor contemporani „Florean"

## Imagini

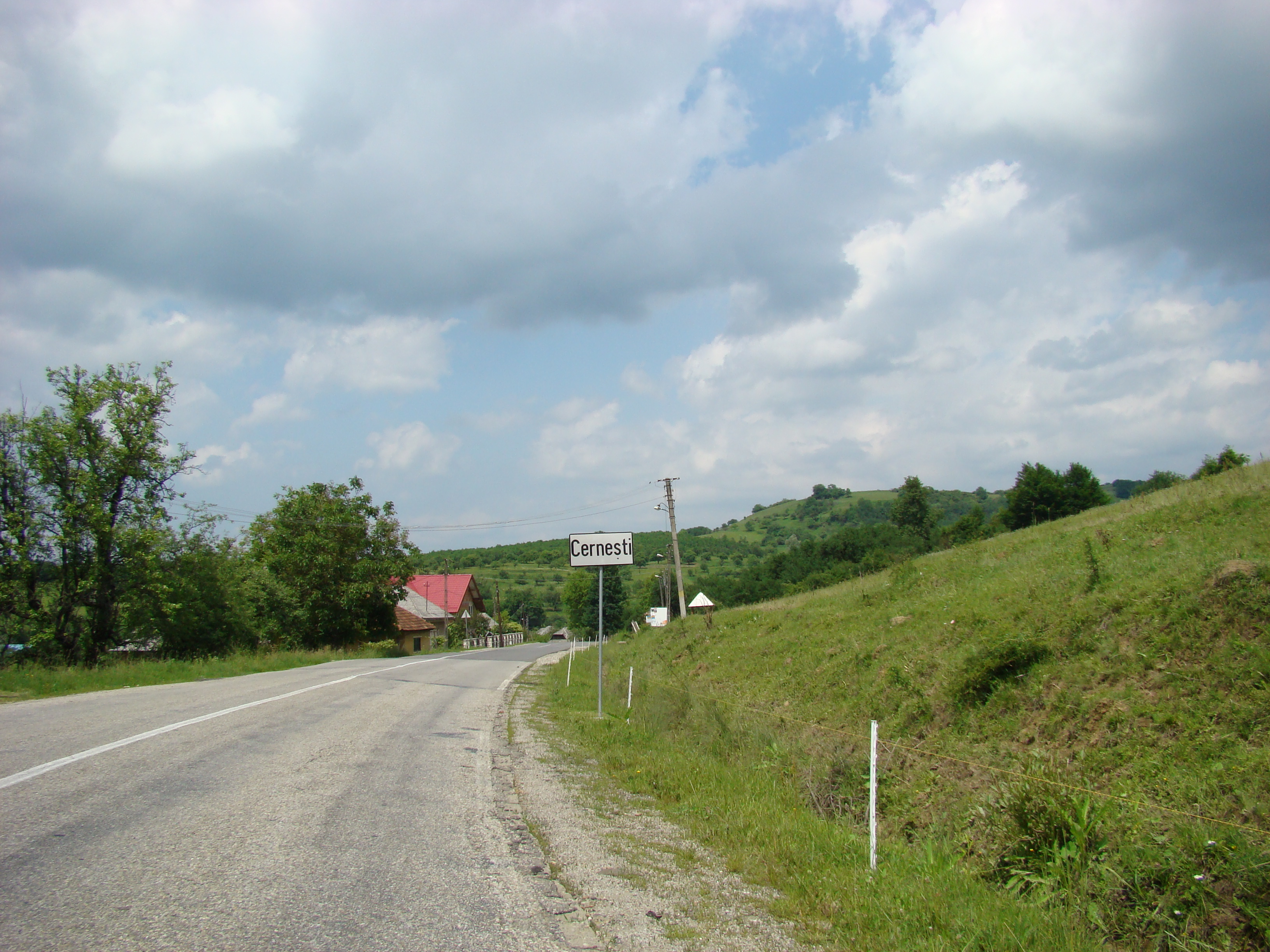
Intrarea în satul Cernești
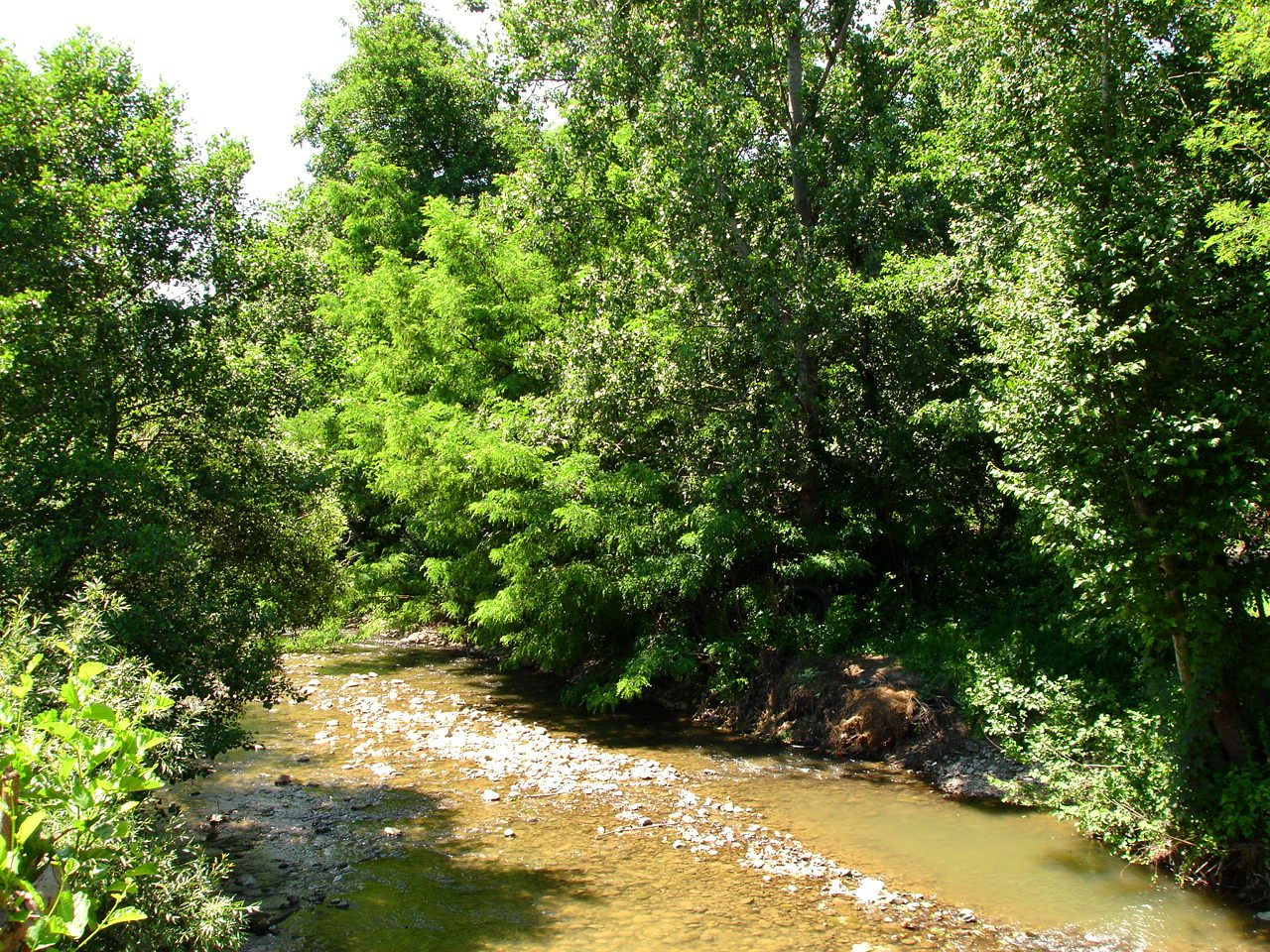
Cernești (Râul Bloaja)
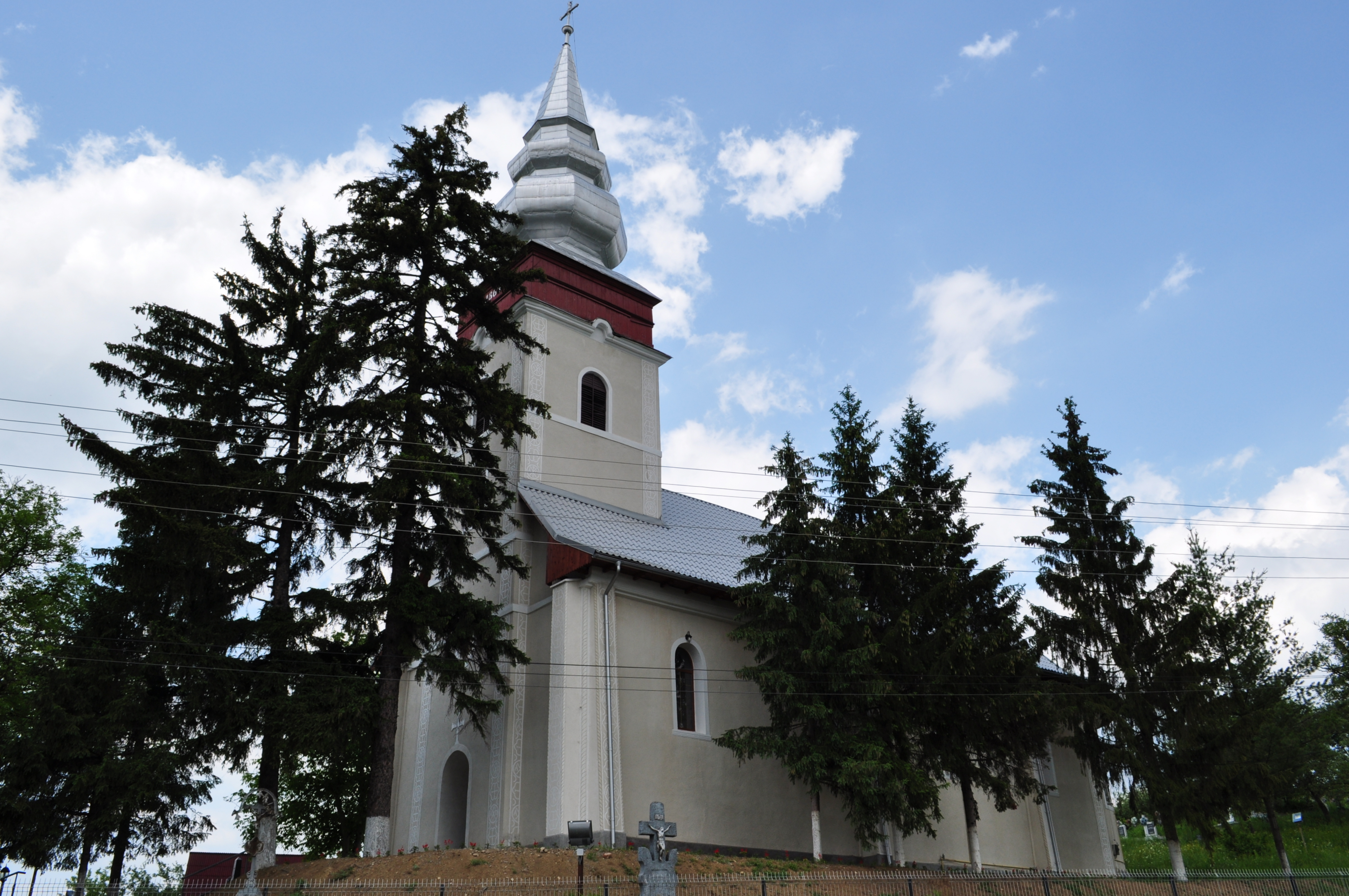
Biserica „Sfinții Arhangheli Mihail și Gavriill” (1878)
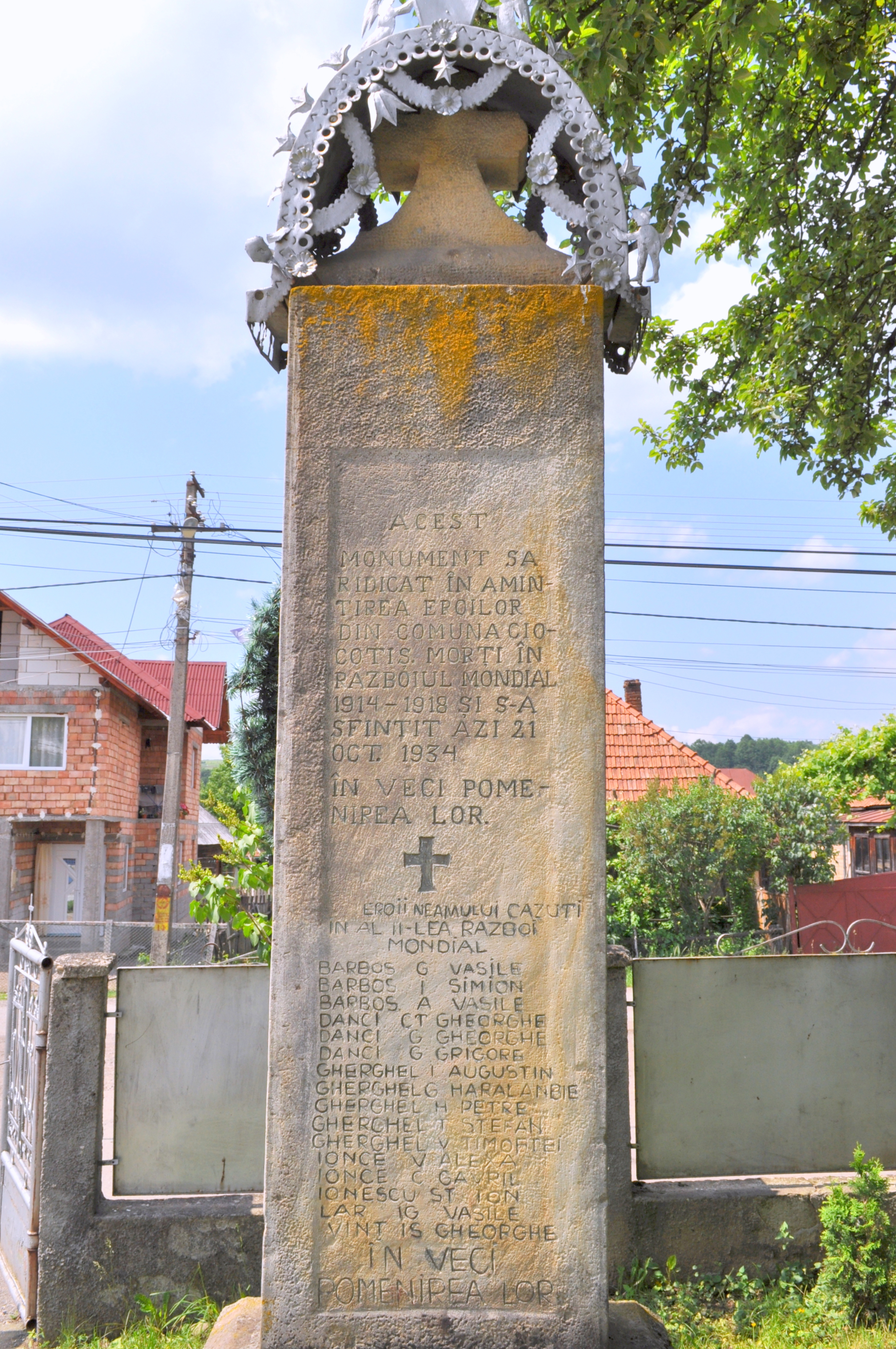
Monumentul eroilor din satul Ciocotiș
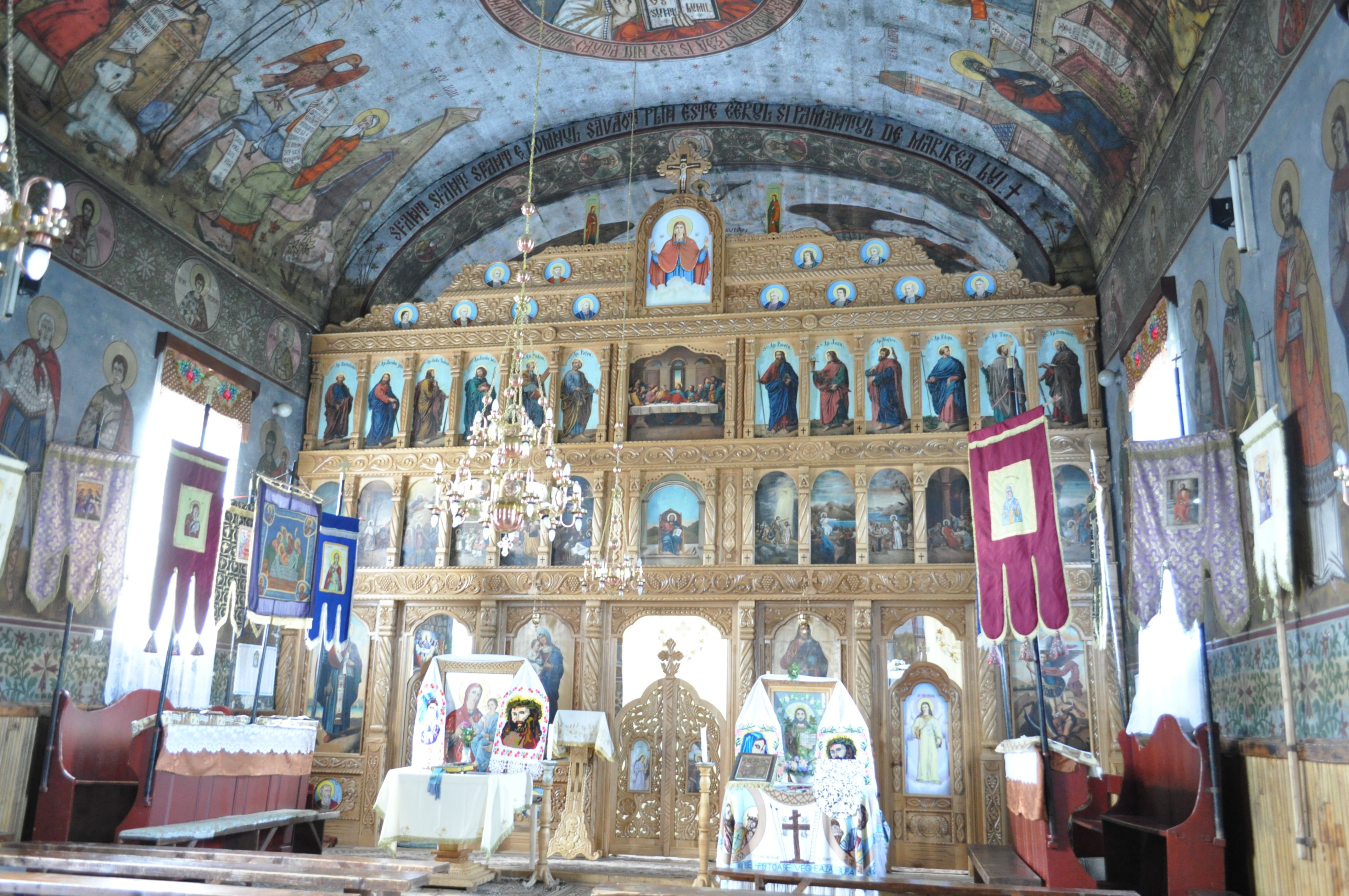
Biserica „Sfinții Arhangheli Mihail și Gavriil din Ciocotiș (interior)
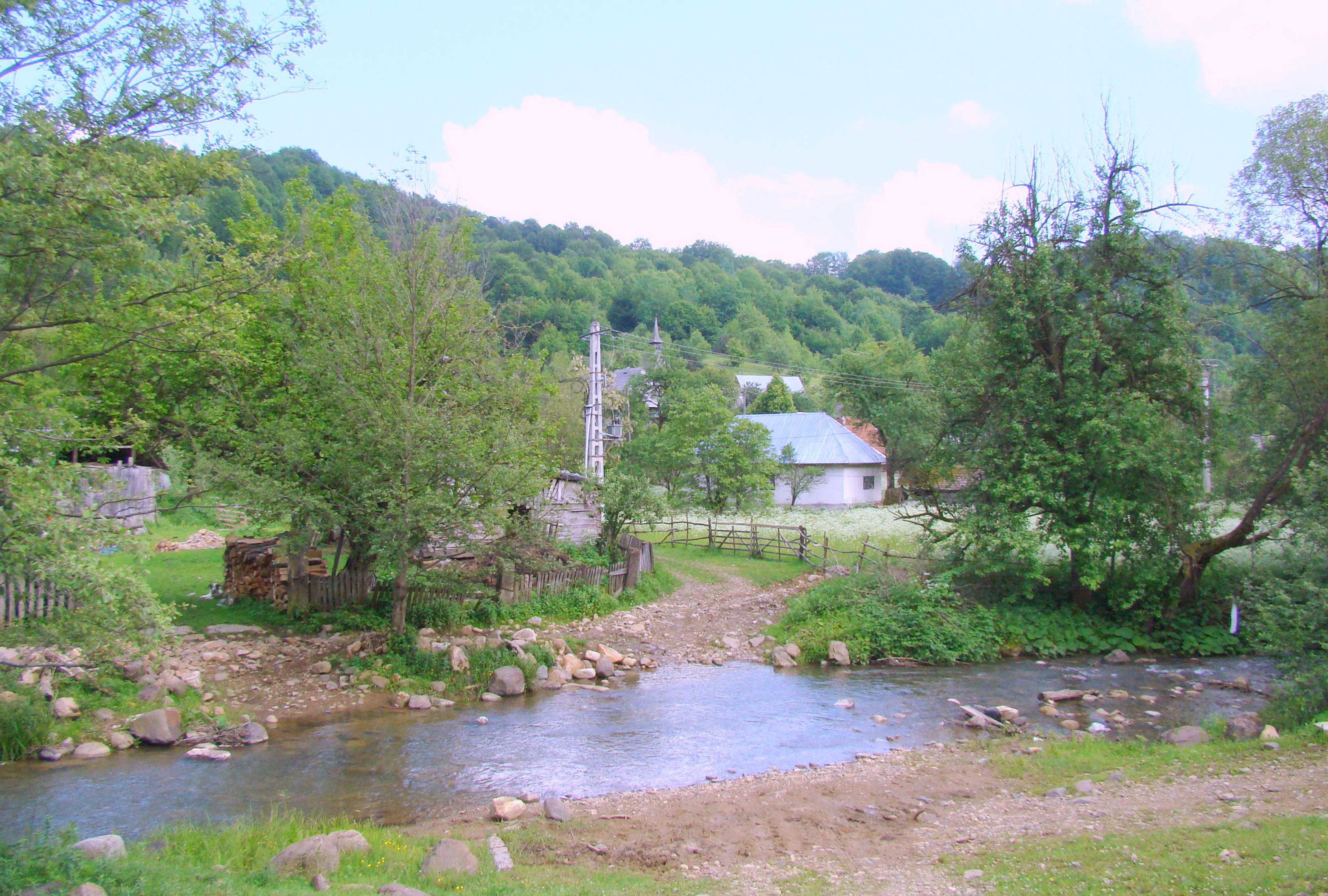
Izvoarele
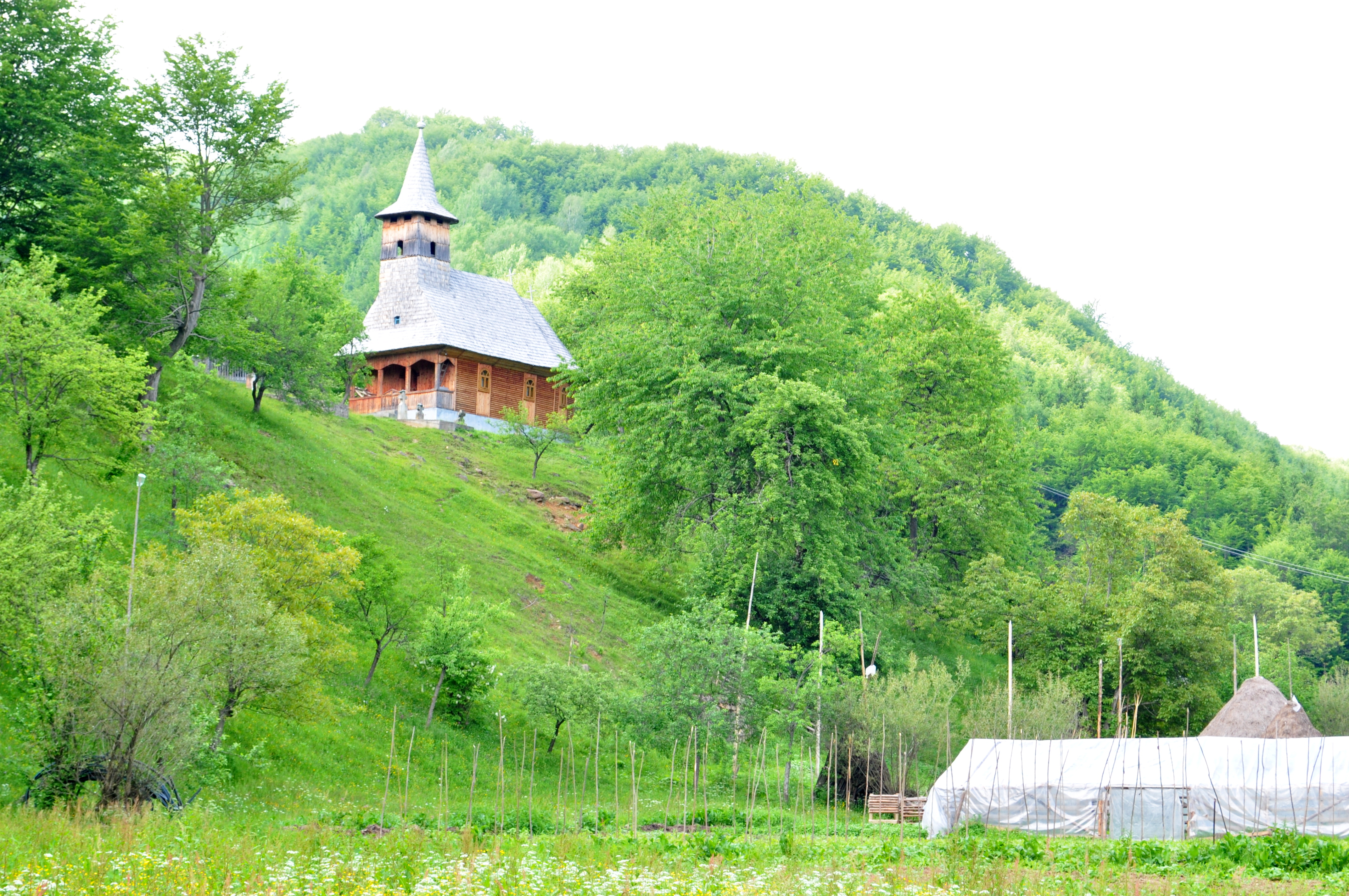
Biserica de lemn „Cuvioasa Paraschiva"
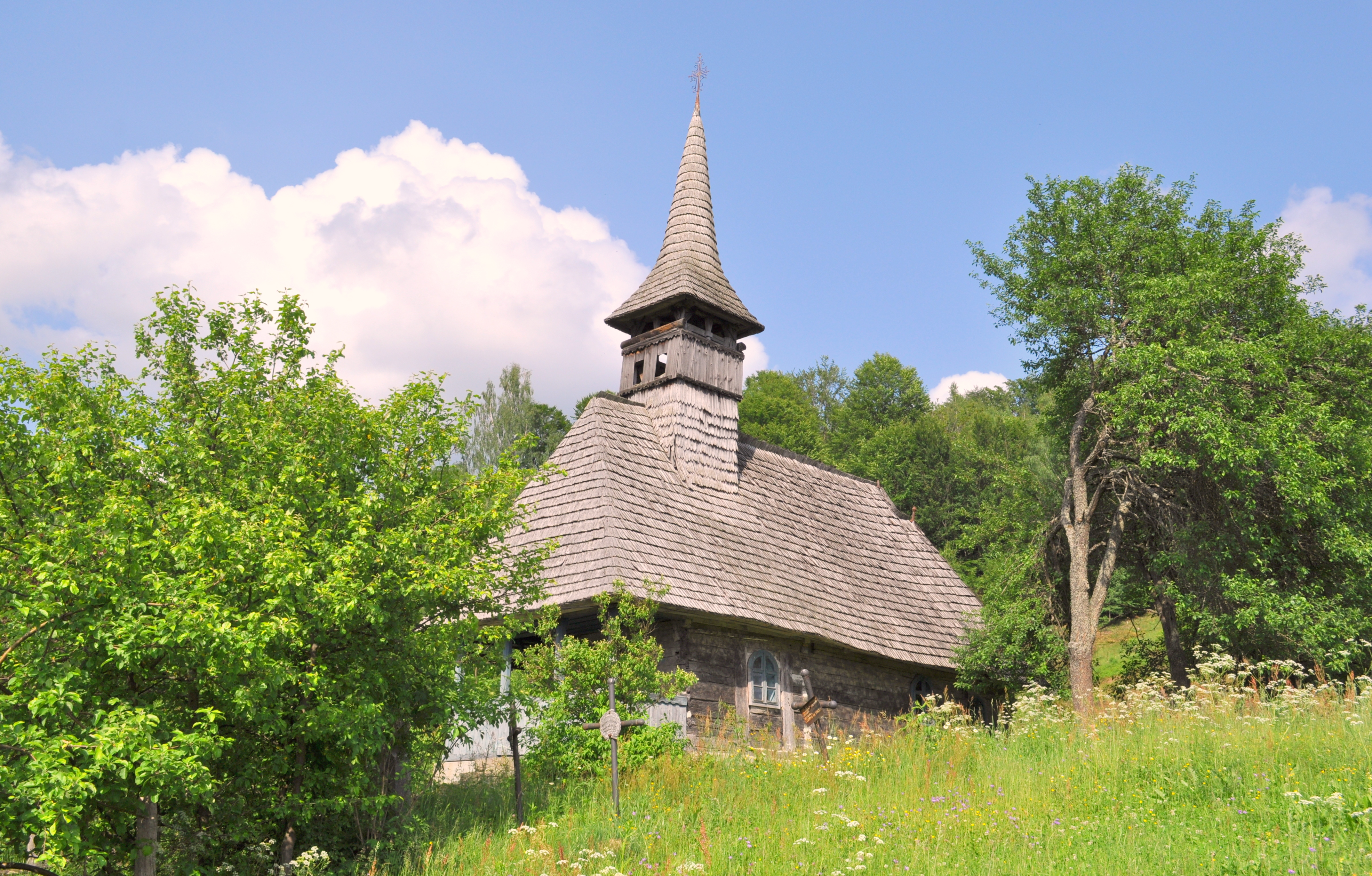
Biserica de lemn „Sf. Ioan Evanghelistul"
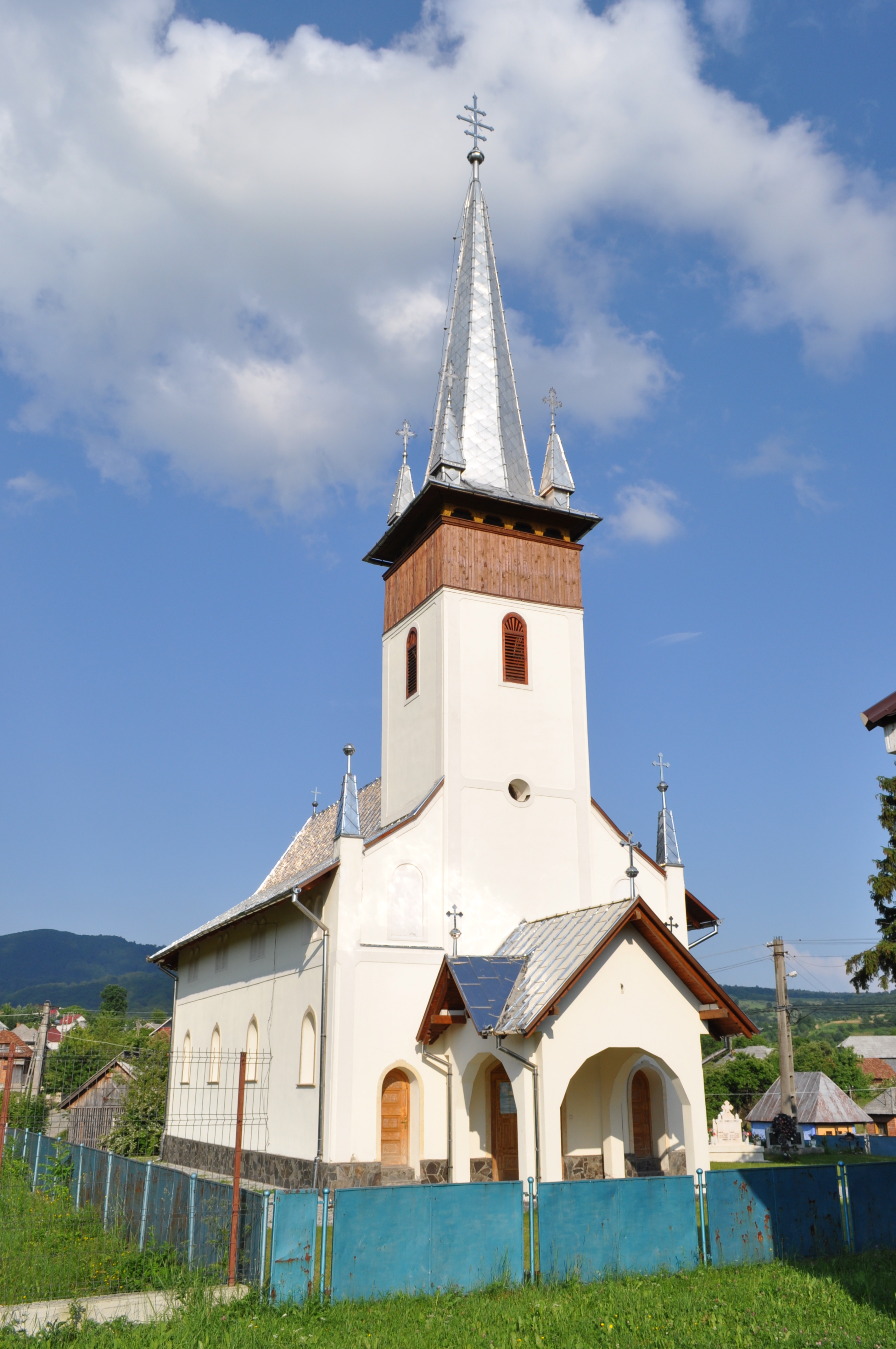
Biserica Sfinții Arhangheli din Trestia (monument istoric)